# 小行星1217
小行星1217（1217 Maximiliana）是一颗围绕太阳公转的小行星。1932年3月13日，歐仁·約瑟夫·德爾波特在于克勒发现了此天体。
該小行星以德國天文學家馬克斯·沃夫命名。
这颗小行星的绝对星等为91.21603等。